# ポケット・ビーグル
ポケット・ビーグル（Pocket Beagle）とは、現在は絶滅した小型のビーグルのことである。ドワーフ・ビーグル（Dwarf Beagle）などとも呼ばれていて、かつてはイギリスの貴族のお気に入りの狩猟犬の一種であった。

## 歴史
歴史は古く、1500年代後半にイギリスの貴族が馬の鞍の横に下げたバックの中に入るほどの小さな猟犬を作り出すためにビーグルを小型化したものである。これにはテリアに血が入っていると考えられる。ポケットサイズで且つ大型のハウンドも入ることができない険しい場所でも狩りのできる犬種となった。
初期にはエリザベス1世が狩猟用に小さなビーグルのパック（群れ）を飼育していたという記録があり、ウインゾウルの森で狩りをしたといわれている。1575年に描かれたエリザベス1世の肖像画には小さなビーグルが写っている。これらのビーグルが後のポケット・ビーグルの祖先となり、エリザベス朝時代は持て囃された。上流階級では本種を籠に背負って猟場に向かい、ウサギ狩りが楽しまれた。
イギリス王室では18世紀には10または11頭のパックが常に連れられており、狩猟場を行き来きしていた。19世紀にはジョージ3世、ジョージ4世もこの犬のパックを所持していたことか知られていて、少なくとも4代にわたって血統が受け継がれていたことがうかがえる。そのため、一時期は「エリザベサン・ビーグル（Elizabethan Beagle）と呼ばれたこともあった。
しかし、19世紀の中頃のソーントン大佐やクレインという人物がポッケト・ビーグルを連れて狩りをしていたという話が記された以降は、このような話が聞かれることはほとんどなくなった。本種のような魅力的な犬種が衰退した理由についてはっきりとは分かっていないが、おそらく人々の好みが時代の移り変わりで変化したことが推測される。
それでもヴィクトリア朝の後期になると一時的に復活の兆しが見られた。日本にも輸入されたことがあり、ビーグルが輸入された当初はそのほとんどがポケット・ビーグルであった。
しかし、非常識な商業繁殖家によって小さければ欠陥などを全く考慮しない交配が行われたことによって台無しとなってしまい、小さすぎて出産が困難などの多くの問題を抱えてしまった。また、悪評が広まったことによって、本種の頭数は急激に減少してしまった。1880年にビーグル・クラブが発足した際に、ポケット・ビーグルに関して『真のビーグル・タイプであること、一見して良質できちんとした交配が為されているもの」という特別な規則が作られた。
更に第一次世界大戦によって残っていたポケット・ビーグルのパックは散り散りとなってしまい、1920年頃には散発的に残っている程度であった。1930年代初めてに犬種を保存するための本格的な試みが行われるも、雌犬が1頭だけしか見つからなかった。そして1935年に前述の雌犬が死んでこの犬種は歴史に幕を閉じる事となった。
然し、近年の絶滅犬種ブームにより、健康な状態で小型化を行う再構築作業が進められている。

## 特徴
典型的なビーグルの体高が14-15in（約35~38cm）であるのに対して、ポケット・ビーグルの体高は8-10in（約20-25cm）と10inにも満たなかった。ビーグルの小型版ではあるが、少々胴が長く足は細い。人によく慣れ、群れのメンバーを大切にする性格を持つ。ビーグルほど食に対して貪欲ではなかった。被毛は短く色はハウンドカラーが一般的である。体高はおよそ24センチほどしかない。